# Free Cinema
Free Cinema fou un moviment cinematogràfic britànic que va néixer els anys 1950 i es prolongà fins a la dècada dels 1960 i que es caracteritzava per implementar una estètica realista en el cinema de ficció i documental ocupant-se de retractar històries creades a partir d'allò que és quotidià i compromès amb la realitat social de llavors, essent una reacció a l'artificialitat narrativa de Hollywood i a la dramatúrgia britànica. El moviment fou influenciat per la Nouvelle Vague francesa.

## Història
La indústria del cinema anglès serà la primera a patir les conseqüències de l'expansió de la televisió a Europa. El 1947 el país comptava amb només 16.000 receptors, la xifra dels seus espectadors en els cinemes era d'1.462 milions; deu anys després, el 1957, el nombre de televisions havia crescut a 7.100.000 i el d'espectadors en les sales d'exhibició havia baixat a 915 milions. Davant d'aquest pessimista retrocés i en la impossibilitat de competir amb els colossos americans, el cinema anglès buscava noves solucions i una d'elles serà la d'actualitzar el cinema de terror, que permetrà crear efectismes cromàtics tenebrosos o potenciar el dramatisme del vermell de la sang, on sobresortirà la figura de Christopher Lee com un vampir "sexy" i d'aspecte gòtic. Mentre els "horror-films" aconsegueixen que hi hagi llargues cues en les entrades de les sales de cinema, un grup de joves passa a l'acció creant el moviment independent Free Cinema.
Gairebé paral·lelament a la Nouvelle Vague, es desencadenen una sèrie d'esdeveniments a la Gran Bretanya. La revista Sight and Sound publica el 1955 un article de Penelope Houston, que es titula "El país sense descobrir", en el qual denuncia que el cinema britànic no reflecteix en aquell moment històric l'escena contemporània. Aquest objectiu volen atènyer-lo tres directors amb el seu "free cinema" (cinema lliure), fora de tota coacció formal, moral o política i gràcies al suport de l'Institut Britànic del Cinema.

## Característiques
El Free Cinema busca, seguint la línia del cinema documental i del neorealista italià, apropar-se als éssers anònims de la societat, mitjançant un tipus de cinema rodat amb petits equips i al marge dels estudis, amb un cost inferior al d'un simple noticiari i emprant-hi la música de jazz per les seves bandes sonores.
Els primers títols del nou cinema seran Together, de Lorenza Mazetti, trist història sobre una parella de sordmuts; O Dreamland, de Lindsay Anderson, estudi sobre els visitants d'un parc d'atraccions i Momma don't allow, de Karel Reisz i Tony Richardson, crònica d'una nit en un club de jazz per part d'un grup de joves. Aquestes tres pel·lícules es presenten conjuntament a l'Institut Britànic del Cinema el febrer del 1956, donant-se lectura en l'acte al "Manifest dels Joves Irats", (Angry Young Men), que és un grup de joves procedents del teatre, capitanejats per John Osborne, que fundarà Woodfall Film, la productora que intenta concedir una independència al moviment.
Aquestes pel·lícules resumiran ja el punt de vista dels nous realitzadors, que difondrà la revista Sequence. Destaca en llurs obres un incorformisme social, una crítica dirigida a la burgesia i a la societat, amb un fons d'amargor i ironia. Són un reflex de la tristesa de la vida urbana absolutament mecanitzada, denuncien l'aïllament de l'ésser humà, tot i els avenços socials, mostren un compromís social valent amb un enfocament humà i demanen un cinema autènticament independent, contat de manera realista.
En el pla formal, el seu cinema evolucionarà des del respecte absolut al fet contat, no s'ha d'oblidar que es formen amb el documental, fins al cinema de ficció amb l'ús d'efectes expressius molt lliures.

## Llegat
El free cinema va tenir una gran influència en la British New Wave de finals dels anys cinquanta i principis dels seixanta, i tots els fundadors, excepte Mazzetti, farien pel·lícules associades al moviment. Richardson va dirigir Look Back in Anger (1958), A Taste of Honey (1961) i The Loneliness of the Long Distance Runner (1962); Reisz va dirigir Saturday Night and Sunday Morning (1960); i Anderson va dirigir This Sporting Life (1963) i If .... (1969).
Moltes d’aquestes pel·lícules també s'han classificat com a part del gènere del "kitchen sink realism", i moltes d’elles són adaptacions de novel·les o obres de teatre escrites per membres dels anomenats "joves enfadats" de Gran Bretanya.